# Szlak im. Stanisława Grońskiego

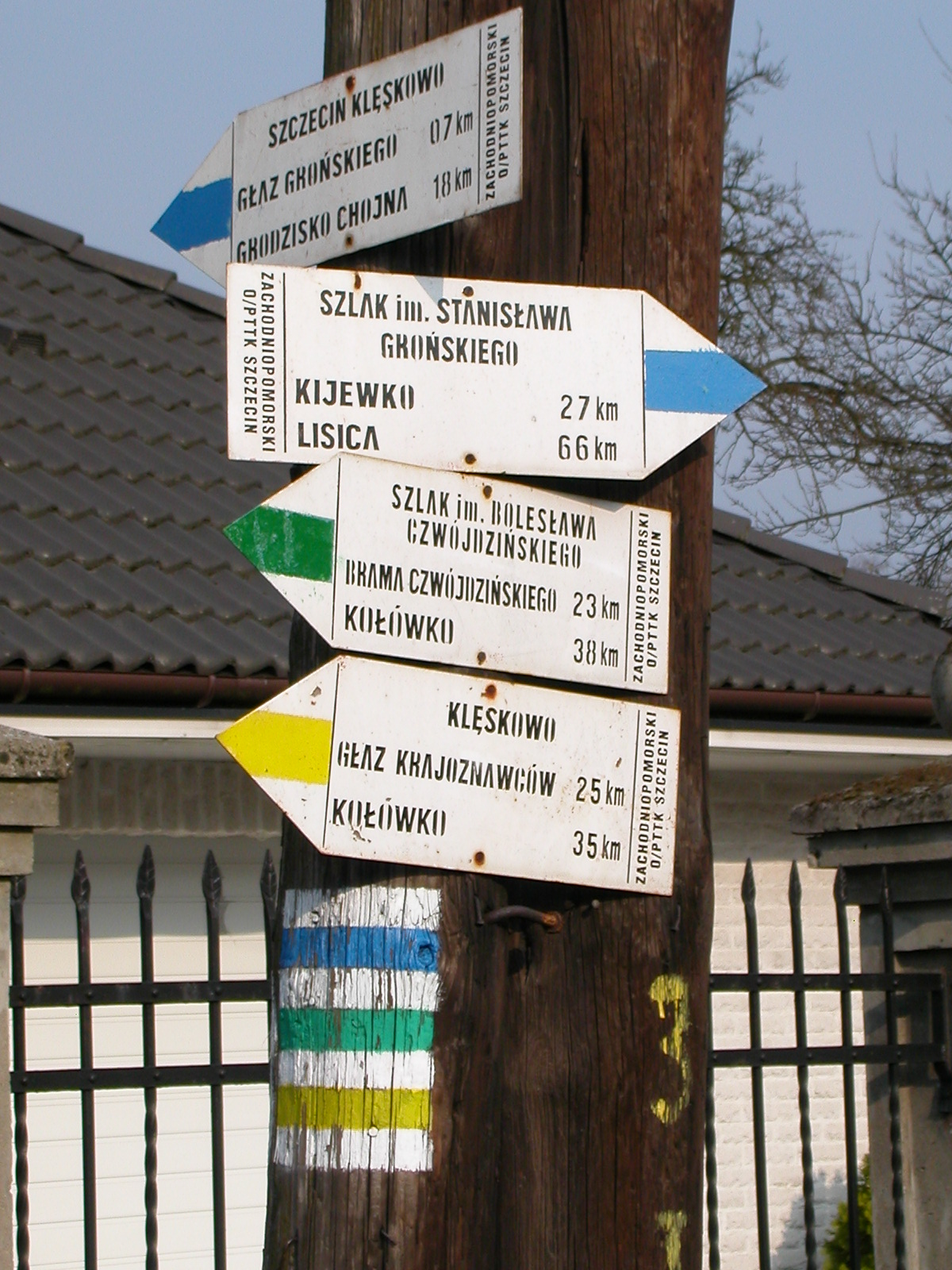
Węzeł szlaków w Klęskowie

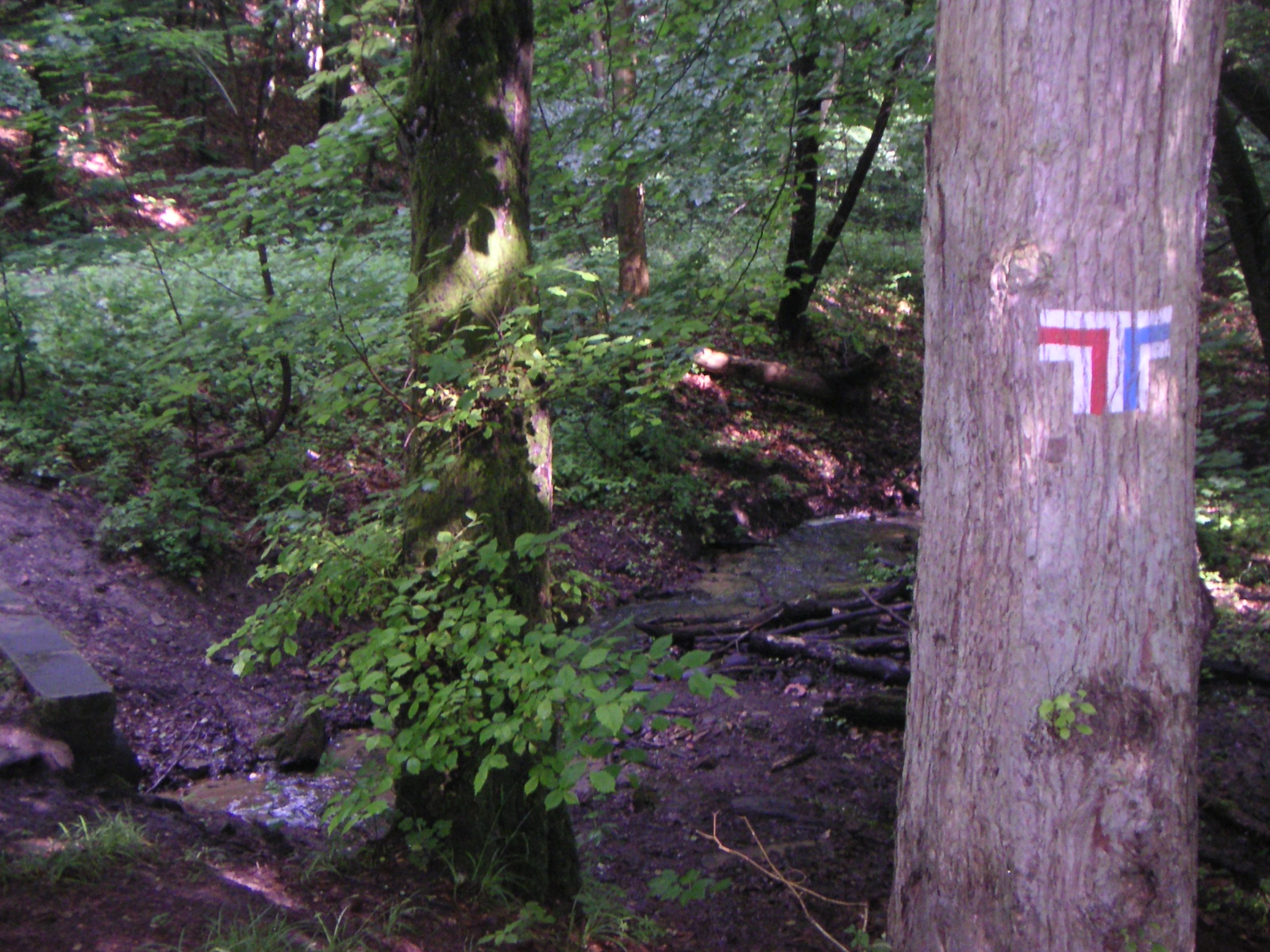
Rozwidlenie szlaków na wzgórzu Chojna

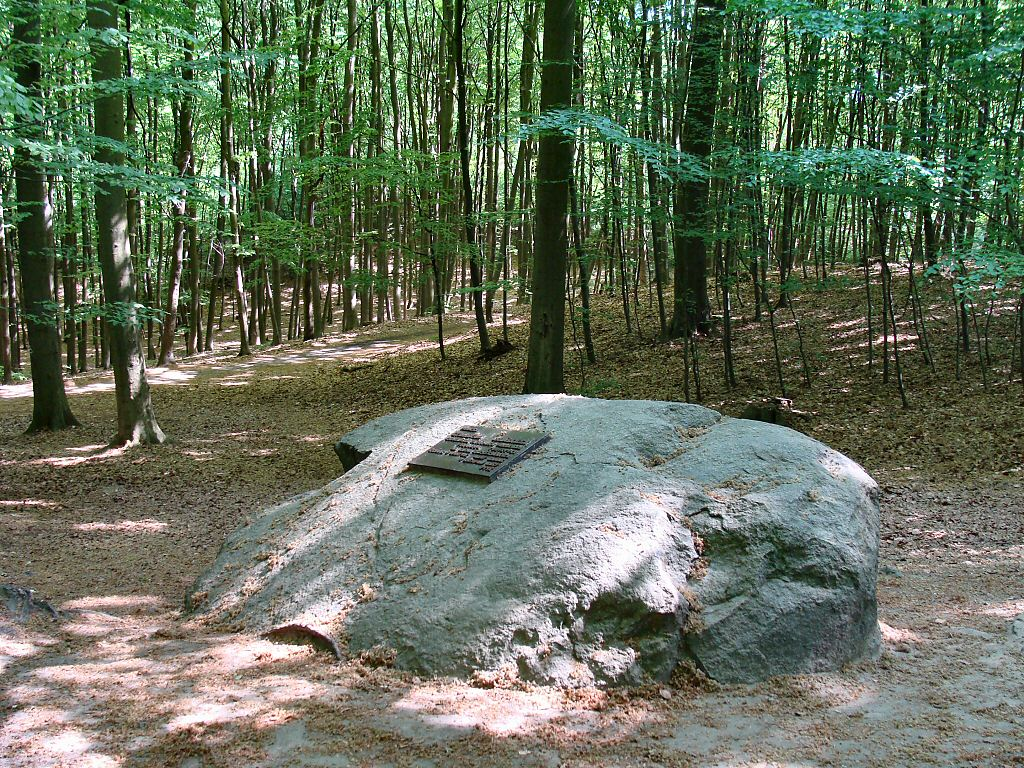
Głaz Grońskiego

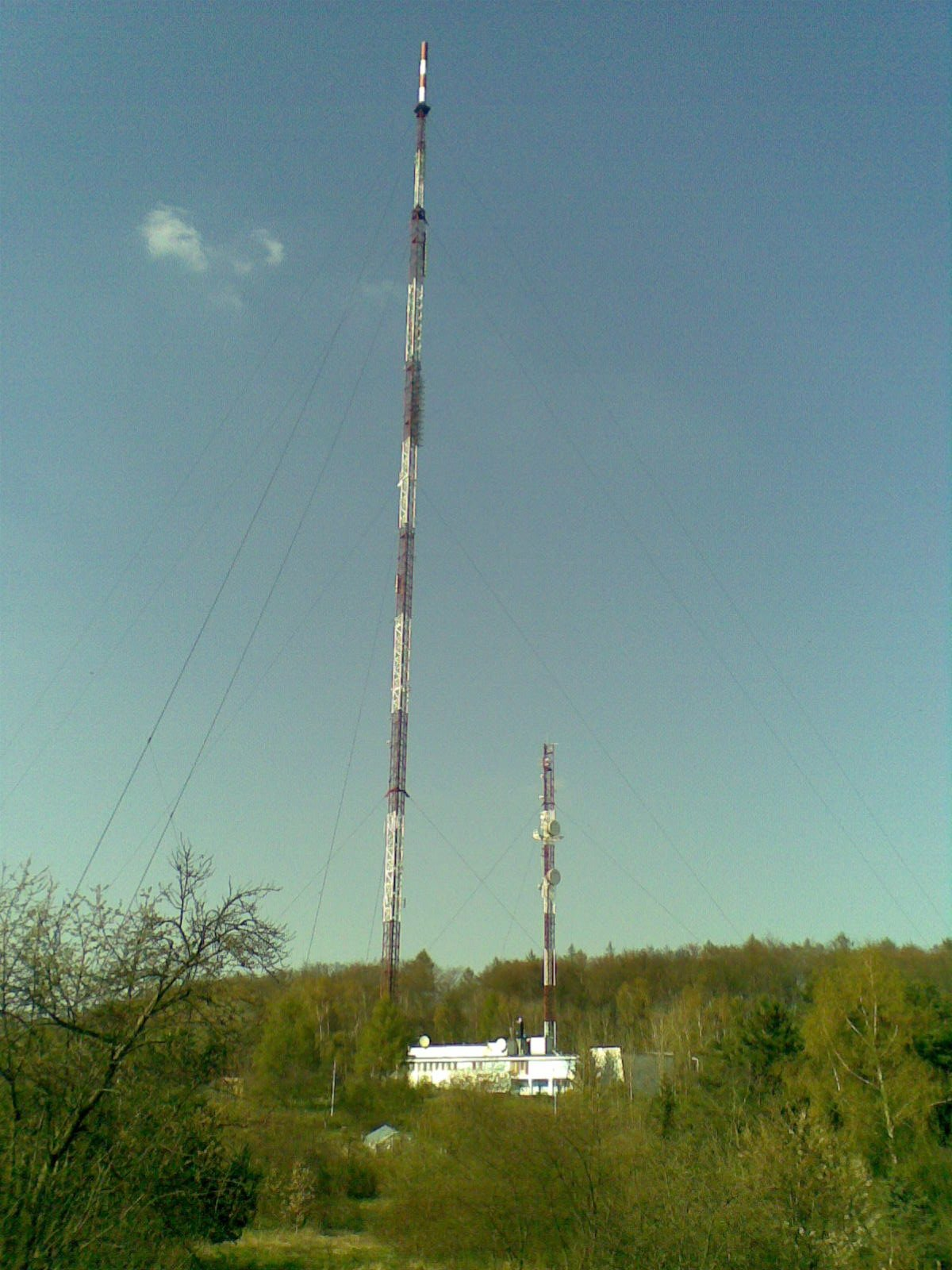
RTCN Kołowo

Szlak im. Stanisława Grońskiego – niebieski znakowany szlak turystyczny w województwie zachodniopomorskim o charakterze podmiejskim, na terenie Szczecińskiego Parku Krajobrazowego „Puszcza Bukowa”, długość szlaku 38,2 km.

## Charakterystyka
Szlak o charakterze podmiejskim, rozpoczyna się pod wiaduktem przystanku kolejowego Szczecin Zdroje, przy ul. Walecznych. Prowadzi przez atrakcyjne turystycznie partie zalesionych Wzgórz Bukowych, na trasie m.in. grodzisko, pomniki przyrody, rezerwaty przyrody, doliny strumieni, wzgórze Lisica z masztem RTCN Kołowo, jezioro Leniwe, miejscowości Kołowo i Binowo.
- Stanisław Groński (1907-1957) był znanym alpinistą szczecińskim, pionierem turystyki, krajoznawstwa i prac znakarskich Ziemi Szczecińskiej.

## Przebieg szlaku
Kilometraż w skróconym przebiegu szlaku podano dla obu kierunków marszu:
- 0,0 km – 38,2 km – Szczecin-Zdroje (stacja kolejowa)
- 2,6 km – 35,6 km – grodzisko Chojna
- 3,5 km – 34,7 km – pomnik przyrody Głaz Grońskiego
- 4,3 km – 33,9 km – Szczecin-Klęskowo „Dęby Bolesława Krzywoustego”
- 6,8 km – 31,4 km – Kijewko
- 10,4 km – 27,8 km – Lisica, maszt RTCN Kołowo
- 11,5 km – 26,7 km – Kołowo
- 12,6 km – 25,6 km – jezioro Plebanka
- 14,2 km – 24,0 km – Binowo (wschodni skraj wsi)
- 16,0 km – 22,2 km – Polana Łużec
- 19,7 km – 18,5 km – jezioro Dereń
- 21,9 km – 16,3 km – Wygon - Przejazd (skrzyż. dróg)
- 23,8 km – 14,4 km – Kołówko (osada leśna)
- 28,7 km – 9,5 km – Szczecin Śmierdnica (pętla autobusowa)
- 30,9 km – 7,3 km – Szczecin Jezierzyce (ul. Relaksowa - ul. Gościnna)
- 34,0 km – 4,2 km – Szczecin Struga (ul. Szosa Stargardzka - ul. T.Żuka)
- 38,2 km – 0,0 km – Szczecin Zdunowo (przystanek kolejowy)

Przebieg szlaku został zweryfikowany według stanu z 2007.
| Odległość | Atrakcje                         | Punkt | Przebieg (także dojścia i uwagi)                                                           |
| --------- | -------------------------------- | --- | ------------------------------------------------------------------------------------------ |
| 0,0 km    | kolej · autobus                  | Szczecin-Zdroje, stacja kolejowa, ul. Walecznych                                                           | Szlak do Jeziora Szmaragdowego - odchodzi                                                  |
| 0,7 km    |                                  | Szczecin-Zdroje (szpital) ul. Walecznych - ul. Mączna                                                      |                                                                                            |
| 1,9 km    |                                  | Szczecin-Zdroje, ul. Mączna dolina Chojnówki                                                               | przejście pod wiaduktem autostrady A6                                                      |
| 2,0 km    |                                  | dolina Chojnówki                                                                                           | Szlak Woja Żelisława                                                                       |
| 2,5 km    | rezerwat roślinny                | rez. przyr. „Bukowe Zdroje” SPK „Puszcza Bukowa”                                                           | Szlak Woja Żelisława - odchodzi Szlak przez Słupi Głaz im. Wojciecha Lipniackiego          |
| 2,6 km    | grodzisko · rezerwat roślinny    | Grodzisko Chojna rez. przyr. „Bukowe Zdroje” SPK „Puszcza Bukowa”                                          | Szlak przez Słupi Głaz im. Wojciecha Lipniackiego - odchodzi                               |
| 3,5 km    | pomnik przyrody                  | Głaz Grońskiego SPK „Puszcza Bukowa”                                                                       | Szlak Górski na Bukowiec                                                                   |
| 4,3 km    | pomnik przyrody                  | Szczecin Klęskowo „Dęby Bolesława Krzywoustego”                                                            | Szlak im. Bolesława Czwójdzińskiego - odchodzi Szlak im. Bolesława Krzywoustego - odchodzi |
| 6,8 km    |                                  | Kijewko, SPK „Puszcza Bukowa”                                                                              | Szlak im. Stanisława Pawelskiego Szlak Dąbski „Vadam”                                      |
| 7,6 km    |                                  | Zbójny Trakt SPK „Puszcza Bukowa”                                                                          | Szlak im. Stanisława Pawelskiego - odchodzi                                                |
| 10,4 km   | szczyt · maszt                   | Lisica, maszt RTCN Kołowo SPK „Puszcza Bukowa”                                                             | Szlak im. Bolesława Krzywoustego                                                           |
| 11,1 km   |                                  | Polana Kołowska Królewski Bruk - Droga Kołowska SPK „Puszcza Bukowa”                                       | Szlak im. Bolesława Czwójdzińskiego                                                        |
| 11,5 km   | kościół · park                   | Kołowo, SPK „Puszcza Bukowa”                                                                               | Szlak im. Bolesława Czwójdzińskiego - odchodzi                                             |
| 12,6 km   |                                  | jezioro Plebanka SPK „Puszcza Bukowa”                                                                      | Szlak KTP PTTK „Wiercipięty”                                                               |
| 12,7 km   |                                  | jezioro Plebanka SPK „Puszcza Bukowa”                                                                      | Szlak KTP PTTK „Wiercipięty” - odchodzi                                                    |
| 14,2 km   |                                  | Binowo - wschodni skraj wsi SPK „Puszcza Bukowa”                                                           | Szlak Artyleryjski im. 2 Łużyckiej Dywizji Artylerii WP - odchodzi                         |
| 16,0 km   |                                  | Polana Łużec SPK „Puszcza Bukowa”                                                                          | Szlak KTP PTTK „Wiercipięty”                                                               |
| 16,1 km   |                                  | Polana Łużec SPK „Puszcza Bukowa”                                                                          | Szlak KTP PTTK „Wiercipięty” - odchodzi                                                    |
| 19,0 km   | rezerwat roślinny                | jezioro Dereń rez. przyr. „Źródliskowa Buczyna” SPK „Puszcza Bukowa”                                       |                                                                                            |
| 21,3 km   | rezerwat roślinny                | Suchy Potok - Leśna Szosa SPK „Puszcza Bukowa”                                                             | Szlak im. Bolesława Czwójdzińskiego                                                        |
| 21,9 km   |                                  | skrzyż. dróg Wygon - Przejazd SPK „Puszcza Bukowa”                                                         | Szlak im. Bolesława Czwójdzińskiego - odchodzi                                             |
| 23,8 km   | rezerwat roślinny                | Kołówko (osada leśna) rez. przyr. „Kołowskie Parowy” SPK „Puszcza Bukowa”                                  | Szlak im. Stanisława Pawelskiego                                                           |
| 24,1 km   | rezerwat roślinny                | rez. przyr. „Kołowskie Parowy” SPK „Puszcza Bukowa”                                                        | Szlak im. Stanisława Pawelskiego - odchodzi                                                |
| 28,0 km   | cmentarz · pomnik przyrody       | Szczecin Śmierdnica                                                                                        | Szlak Buczynowych Wąwozów                                                                  |
| 28,7 km   | E65                              | Szczecin Śmierdnica (pętla autobusowa) ul. Zadumana - ul. Pyrzycka                                         | Szlak Buczynowych Wąwozów Szlak przez Wielecki Staw - odchodzi                             |
| 29,1 km   | E65                              | Szczecin Śmierdnica ul. Pyrzycka - ul. Topolowa                                                            |                                                                                            |
| 30,6 km   | park · pomnik przyrody           | Szczecin Jezierzyce (pętla autobusowa) ul. Topolowa - ul. Mostowa                                          | Szlak przez Wielecki Staw                                                                  |
| 30,9 km   | park · pomnik przyrody           | Szczecin Jezierzyce, ul. Relaksowa                                                                         | Szlak przez Wielecki Staw                                                                  |
| 34,0 km   | park · pomnik przyrody · autobus | Szczecin Struga ul. Szosa Stargardzka - ul. T.Żuka zespół przyrodniczo-krajobrazowy „Park Leśny w Strudze” | Szlak im. Bolesława Krzywoustego                                                           |
| 34,2 km   | park · pomnik przyrody           | Szczecin Struga, ul. Przylesie zespół przyrodniczo-krajobrazowy „Park Leśny w Strudze”                     | Szlak im. Bolesława Krzywoustego - odchodzi                                                |
| 38,2 km   | park · kolej                     | Zdunowo, ul. Przytorze (przystanek kolejowy)                                                               | Szlak Rekowski - odchodzi                                                                  |